# Langue transfrontalière
Une langue transfrontalière est une même langue parlée par un groupe ethnique, une tribu ou une nation, située dans une aire géographique répartie entre deux ou plusieurs pays reconnus internationalement et ayant une frontière terrestre ou maritime commune.

## Types
Les langues transfrontalières sont de quatre types. Elles sont mesurées selon le critère de la taille même de l’aire géographique avec le critère de la taille même de sa population linguistique. Selon des critères géographiques, les langues transfrontalières sont internationales « limitées » ou simplement « internationales ».
Les langues transfrontalières sont internationales « limitées », avec ou sans statut officiel, quand elles sont réparties dans une petite aire géographique par rapport à la taille du pays.
Elles sont « internationales » quand elles sont situées sur une ou plusieurs aires géographiques (de régional à continental) avec au moins un statut officiel dans un pays. Selon des critères de population, les langues transfrontalières sont « symétriques » ou « asymétriques ».
Les langues frontalières « symétriques » sont des langues parlées par de petits ou de grands groupes linguistiques des deux côtés d'une frontière. Nombreuses sont les langues qui peuvent souvent sembler insignifiantes, mais qui jouent un rôle important dans l'interaction, l'intégration et les activités économiques.
Les langues frontalières « asymétriques » sont parlées par de grands groupes d'un côté de la frontière et par de petits groupes de l'autre côté. Puisqu'elles sont dominantes dans au moins un pays, elles ont le potentiel d’être utilisées dans des domaines plus larges et suivant les moyens des locuteurs.

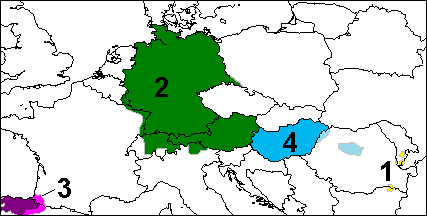
Les types de langues transfrontalières
1 - Symétrique et limitée : le gagaouze en jaune
2 - Symétrique et internationale : l’allemand en vert
3 - Asymétrique et limitée : le basque en mauve
4 - Asymétrique et internationale : le hongrois en bleu

- 1 - Symétrique et limitée comme le gagaouze parlé par 250 000 personnes dont 170 000 en Moldavie n'a pas de reconnaissance internationale, il est parlé par plusieurs communautés en Ukraine et en Roumanie, et aussi en Bulgarie. L'ojibwé est parlé autour des Grands Lacs situés sur ou près de la frontière entre les États-Unis et le Canada. Ces types de langues sont les plus nombreuses, les plus diversifiées et les plus menacées d'extinction. Elles ont peu ou pas de reconnaissance des deux côtés de la frontière et représentent la plupart des langues transfrontalières dans le monde.
- 2 - Symétrique et internationale, l’allemand qui est une langue officialisée depuis longtemps en Autriche, a le même statut linguistique officiel en Allemagne. C'est aussi une langue parlée dans huit pays. C'est au profit de ce type de langues que beaucoup disparaissent. Ces langues, peu nombreuses, sont pour la plupart des « entreprises de linguicide[2] » et le rapport de UNESCO sur les langues en danger démontre par exemple que le français, qui se classe dans cette catégorie, menace sérieusement 26 langues ou dialectes en France[3] ou 13 langues au Québec[4].
- 3 - Asymétrique et limitée, le basque est reconnu comme langue officielle avec l'espagnol dans 4 des 7 provinces du Pays basque (reconnaissance régionale partielle en Navarre). Dans les trois autres provinces, au Pays basques français, il n'a aucune reconnaissance. Le wolof, lingua franca de facto et majoritaire au Sénégal, puisque 80 % de la population peuvent le parler, est aussi une langue très minoritaire en Mauritanie, où il n'a aucun statut officiel.
- 4 - Asymétrique et internationale, le hongrois est une langue minoritaire en Roumanie (Transylvanie), en Slovaquie, en Serbie (Voïvodine) avec ou sans droits mineurs dans tous les pays limitrophes de la Hongrie, où il est seule langue officielle. Le russe au Kazakhstan a été fortement marginalisé comparé à sa prédominance passée à la suite de la mise en place d’une politique linguistique, qui vise à minimiser la présence russophone, qui représente encore 30 % de la population totale. Le russe reste une langue internationale malgré la chute de l'URSS mais perd du terrain dans toutes les ex-républiques.

### Changements de statut

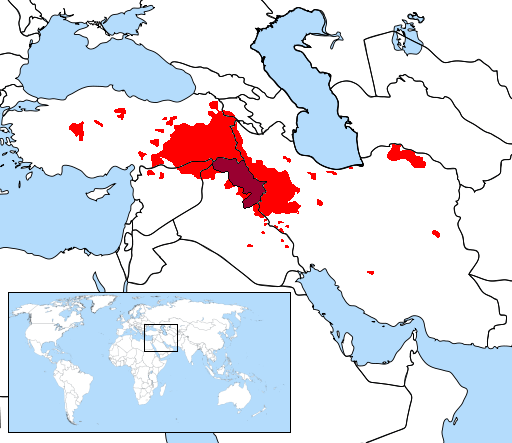
Statut officiel du kurde avec l'arabe en rouge foncé au Kurdistan irakien

Par toutes sortes de circonstances politiques, des langues peuvent changer de statut. Le kurde, langue minoritaire en Turquie, en Syrie, en Iran et en Irak, était classé comme langue « symétrique et limitée », mais grâce à la reconnaissance linguistique avec des changements dans la nouvelle constitution irakienne sur le statut officiel du kurde au Kurdistan irakien, elle est devenue une langue transfrontalière « asymétrique et limitée » lors du référendum du 15 octobre 2005, ce qui lui donne plus de poids à la langue quant à sa survivance et donne de l'espoir aux autres communautés limitrophes.

### Différence de population
Il faut peut-être noter, à propos des langues transfrontalières limitées asymétriques et symétriques, que la taille de la population d’un pays reste relativement importante et doit être prise en compte. Une langue minoritaire parmi de petits groupes linguistiques dans un petit pays peut être plus considérée qu'une langue parlée par de nombreux locuteurs dans un grand pays.
Les gens parlant haoussa sont au total 25 millions, dont 18 millions sur les 140 millions personnes du Nigeria. Ils sont un grand groupe linguistique mais ils sont minoritaires dans ce pays, représentant seulement 13 % des Nigérians. Par contre, les Haoussas du Niger ne sont que 5 millions sur 11 millions mais représentent une proportion linguistique plus imposante qu’au Nigeria, soit 45 % bien qu’ils y soient 3,5 fois moins nombreux. Le haoussa a donc plus d’importance au Niger qu’au Nigeria.

## Critères
La continuité territoriale fait partie intégrante de la définition. Les langues internationales sont souvent des langues transfrontalières. Quand une langue transfrontalière se recoupe sur plusieurs pays comme l’arabe, de la Mauritanie à l’Irak, elle est aussi internationale. Il y a aussi les langues non-transfrontalières, qui sont de deux types. Elles sont internationales ou elles ne le sont pas, mais on les confond parfois avec les langues transfrontalières.
L’anglais est devenu langue internationale mondiale pour l’échange de biens et de services dans les hautes sphères économiques, il est devenu une langue transfrontalière à la suite de la conquête irlandaise puis nord-américaine. Si une langue n’est pas transfrontalière comme le vietnamien ou le japonais, elle a peu de chances d’être utilisée dans les échanges transfrontaliers, et son usage reste limité à l’intérieur même d’un pays. Une autre exception est celle du chinois, langue officielle dans trois pays, qui est une langue internationale mais pas transfrontalière. Singapour (qui compte 77 % de Chinois de souche) Taïwan et la Chine n'ont pas de continuité territoriale.
Les langues transfrontalières n'ont rarement aucun locuteur de langue maternelle dans la zone frontalière à l'exception des langues internationales. Le swahili est aussi une exception en soi ; bien que langue maternelle pour seulement 5 millions de personnes sur les côtes du Kenya et de la Tanzanie, il est utilisé comme lingua franca et langue transfrontalière sur 11 frontières et 55 millions de locuteurs. Le swahili est utilisé entre le Burundi et la République démocratique du Congo comme langue d'échange. Malgré son petit territoire et nombre de locuteurs unilingue maternel, cette langue s'est métissée avec l'arabe pour devenir la langue de communication entre les peuples.

## Différence entre langue transfrontalière et internationale

Le portugais est une langue internationale mais pas transfrontalière.

Une langue transfrontalière est toujours une langue internationale (entre deux nations) mais une langue dite internationale n'est pas forcement transfrontalière. Par exemple, le portugais, qui est une langue internationale parlée en Angola, au Brésil, en Guinée-Bissau, Mozambique, au Portugal, au Timor oriental, au Sao Tomé-et-Principe et au Cap-Vert, n'a aucune continuité territoriale entre ces différents pays (sauf peut-être avec un dialecte portugais, le galicien en Espagne, considéré cependant comme une langue distincte). En effet, les pays lusophones répartis sur quatre continents ne se touchent pas.
La continuité territoriale doit être toujours prise en compte. Elle se différencie d'une langue parlée à l'intérieur d'une frontière et parfois d'une langue internationale. La langue transfrontalière se caractérise par son aire géographique et la répartition de son nombre de locuteurs. Elle peut avoir de nombreuses fonctions à travers des mécanismes sociaux culturels ou économiques, des fonctions politiques, de refuge, de trafic, assimilatrices ou de manipulations partisanes. Si une langue est parlée par deux pays sans continuité territoriale comme le français canadien et le français de France, il est préférable de parler d'une « langue internationale » ou d'une « langue commune ». Le français est en soi aussi une langue transfrontalière avec une frontière linguistique commune avec la Belgique, le Luxembourg, Monaco, la Suisse et l'Italie (Vallée d'Aoste).

## Langues transfrontalières et conséquences
Le contrôle frontalier d'une frontière rigide mis en place par les nations (les douanes, la police, les postes militaires, etc.) comme symboles de la souveraineté et le moyen de réguler la circulation des peuples et des biens et marchandises sont perçus comme des lignes de séparation et d'aliénation par les personnes vivant des deux côtés.
Il y a souvent une identité ethnolinguistique fondamentale à travers les frontières arbitraires qui tend à être ignorée par des nations ou par des fonctionnaires dans leurs tâches. Le ressentiment des personnes divisées par la frontière de séparation est manifesté dans un renforcement des réseaux entre les différents groupes ou intra-ethnico-linguistiques, et une volonté d'ignorer les frontières nationales.
En conséquence, là où existent aux frontières des nations, deux types de nationalismes se manifestent : soit un nationalisme ethnolinguistique fondamental facilité par le partage d'une langue (transfrontière) commune, le symbole et la marque identitaire. Soit par les deux nationalismes politiques manifestement identifiés comme nations.
Les conflits surgissent quand des anciens sentiments ou des intérêts communs sont violés par l'un ou l'autre ou les deux nationalismes superposés et par conséquent les populations doivent réagir conjointement. Les langues transfrontières tendent à avoir différents systèmes de codification pour une même langue à travers la frontière avec différentes normes orthographiques, etc. et ce sont des conséquences défavorables de mutualisation des ressources en matière d'instruction, de littérature et d'éducation. Ceci s'ajoute au coût du LP (language planning) et crée des problèmes artificiels entre les peuples et les nations.

## Statuts des locuteurs

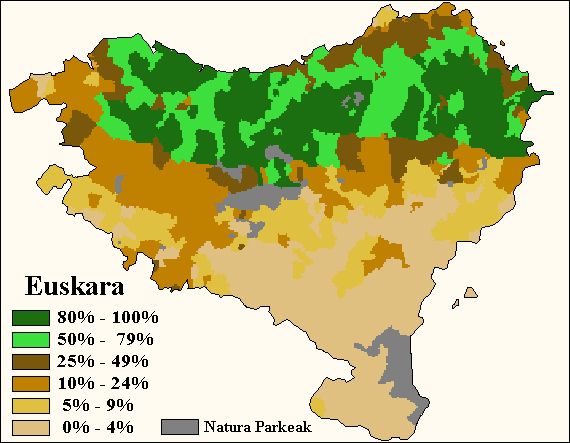
Distribution linguistique du basque

Il existe différents niveaux de compréhension d'une langue transfrontalière selon le locuteur. La langue basque est un exemple de compréhension et cela s'applique à beaucoup de langues transfrontalières. Cette langue, nommée euskara, est parlée en Espagne et en France et se divise en 4 catégories linguistiques pour les habitants de cette région.
1. L’unilingue de la langue transfrontalière. L’unilingue bascophone est une personne qui ne parle que le basque en France ou en Espagne. Il y en a très peu soit 0,7 % (20 000 personnes).
2. Le bilingue actif. C'est une personne qui parle deux langues, soit français / basque ou espagnol / basque. Ils sont 26,9 % que l'on divise en trois catégories.
  1. 40 % bilingues avec le français ou espagnol dominant ou erdara dominant.
  2. 29 % bilingues équilibrés.
  3. 32 % bilingues avec le basque dominant.
3. Le bilingue passif. C'est une personne qui comprend ou lit le basque mais le parle peu. Ils représentent 15,3 %.
4. L’unilingue d’une langue officielle ou de lingua franca. L’unilingue non-bascophone est une personne qui ne connaît que l'espagnol ou le français à l’intérieur du Pays basque. Ils sont 57,8 % et forment la grande majorité.

## Rôles

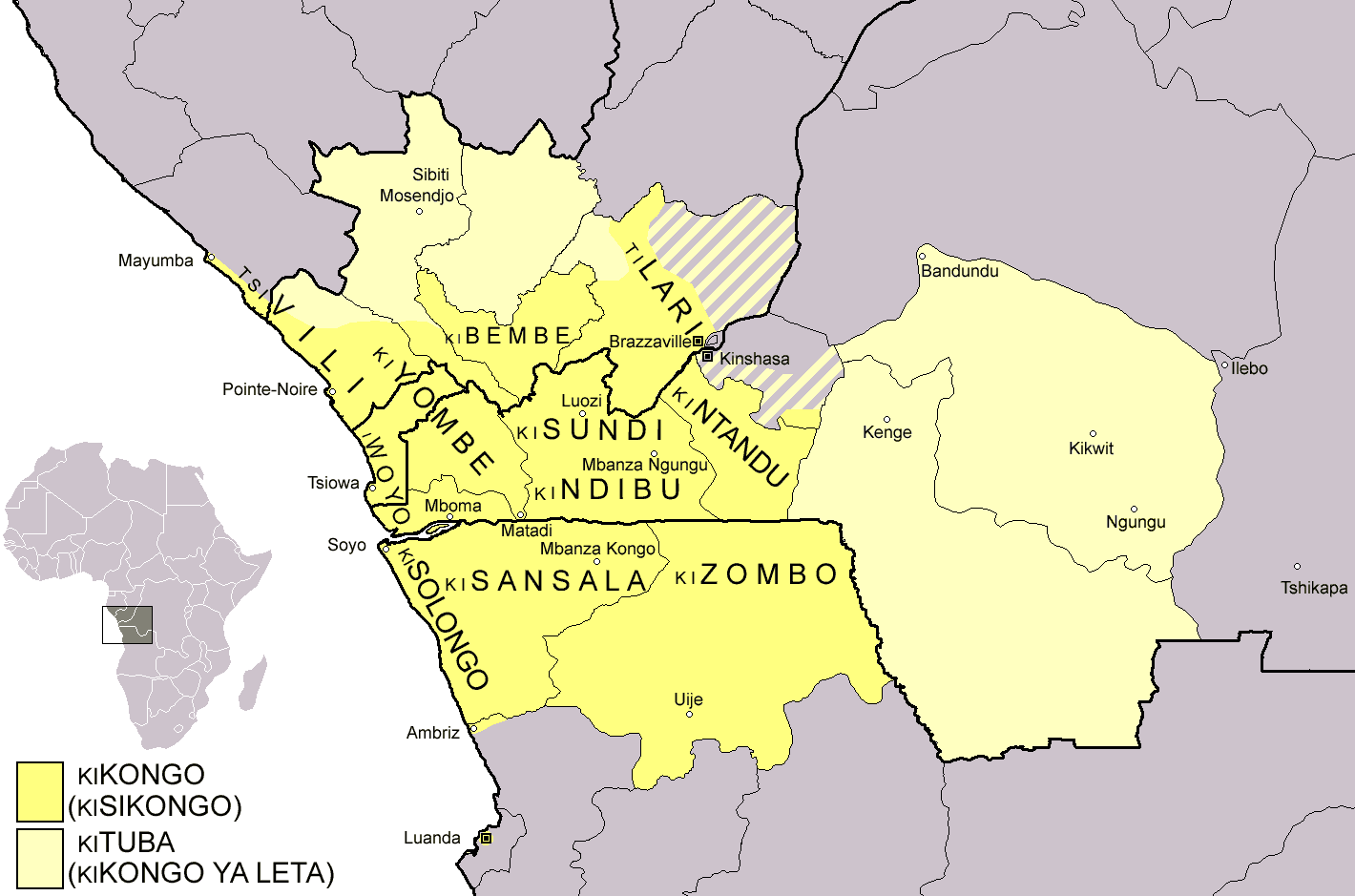
Distribution géographique des langues kongo et du kituba.

Un rôle d’intermédiaire dans l’extension de religions. Les institutions utilisent la langue transfrontalière comme outil de propagande pour convertir des personnes. L’extension religieuse se fait à travers des institutions religieuses. Exemple : De nos jours, certaines églises chrétiennes, avec la traduction de la Bible et l’aide de d'association comme le Summer Institute of Linguistics, évangélisent des populations en Afrique, comme celle que pratique l’église Kibangui dans la zone linguistique du kikongo (18 millions de locuteurs répartis entre l’Angola, le Gabon et à l’ouest des deux Congo). Déjà, il y a plus d'un siècle, des missionnaires oblats venus au Congo feront leur stage par l'apprentissage cette langue à Ipamu. Les religions jouent un rôle décisif dans le processus de socialisation et d’intégration régionale, ce qui élargit le champ des conflits et aggrave les situations de crise.
Le rôle économique de la langue transfrontalière est le plus couramment utilisé. L’économie d’un pays envers un autre oblige à l'utilisation d'une langue internationale et/ou transfrontalière car cela facilite les échanges. L'anglais joue un rôle majeur entre les relations des États-Unis avec le Canada, d'ailleurs, leurs liens économiques sont parmi les plus imbriqués au monde.
La langue transfrontalière est un refuge. Nombreux sont les Basques qui se sont réfugiés en France durant les répressions franquistes. Nombreux sont les locuteurs Pachtos qui traversent de chaque côté de la ligne Durand, vont au Pakistan pour échapper à la misère, à la répression talibane ou américaine en Afghanistan. Toutes ces personnes parlant une langue transfrontalière échappent trop souvent aux recensements.
Le milieu politique dans de nombreux pays utilise les langues internationales la majeure partie du temps mais des langues transfrontalières sont utilisées de façon informelle ou officielle. Dans la résolution du conflit frontalier entre l'Éthiopie et l'Érythrée, les deux pays se sont mis d'accord pour que le tigrinya et l'arabe soient les langues de travail.

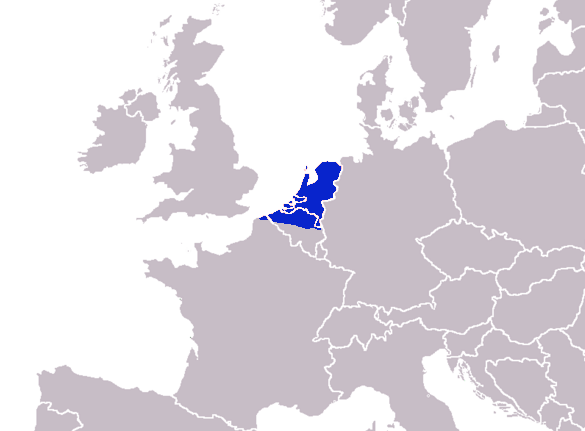
Le néerlandais facilite les échanges culturels et sociaux.

La culture est rarement dissociable du bagage linguistique qui l’accompagne. Il est facile pour un Belge flamand de pouvoir diffuser un livre ou film vers les Pays-Bas. Cette langue transfrontalière qu'est le néerlandais est un facilitateur d’échanges culturels et sociaux.
Le trafic ou la contrebande est très répandu chez les minorités linguistiques transfrontalières qui y trouvent un moyen de subsistance par des moyens illégaux. Le mohawk s'utilise quand des autochtones du Québec ou de l'Ontario traversent la frontière américaine sans problème, leur réserve étant est à cheval sur deux pays.
La manipulation des statistiques démographiques d'une langue transfrontalière menacée est chose courante. Il est intéressant de voir que certains pays ne prennent pas en compte de façon juste des populations ou un groupe linguistique différent pour les effacer du destin national. Le tibétain n’existe plus officiellement en chine, il doit être noyé au chinois mandarin. Aujourd’hui au Tibet, il y a plus de chinois hans que de tibétains de souche (7,5 millions versus 6 millions). Le chinois prend le dessus puisque le groupe ethnique des Hans de langue mandarine constitue 91 % de la population. Peu de chance que le tibétain survive dans son territoire linguistique actuel. Il est encore parlé au Cachemire indien.
Le rôle d’assimilation linguistique par des langues transfrontalières, le plus souvent asymétriques et considérée importante par le reste la population du pays, poursuit son extension au détriment d’autres langues moins prestigieuses. Au début du XXe siècle, Bruxelles a subi un assez important recul du néerlandais au profit du français à cause du statut international qu’avait cette langue.

## Avenir
Définir les langues transfrontalières suivant les lois d’un pays ou d’une nation reconnue internationalement est la norme dans presque tous les pays. Par exemple, parler le lunda, c'est en second lieu appartenir à une aire géographique précise de trois pays tels que l’Angola, la Zambie et la République Démocratique du Congo, Ces trois pays reconnus internationalement, mais c'est en premier lieu appartenir à un territoire linguistique défini par la réalité de l'existence même du lunda et de sa pratique avant tout.
On fait trop souvent l'exercice inverse en installant des frontières et y plaçant les langues transfrontalières. L’existence d’une langue transfrontalière préfigure aux desseins d’un pays et résulte d’une histoire linguistique passée. Quant à l’avenir des langues, la tendance à la considération d’un schéma frontalier définissant les langues qui y survivront, d’où la disparition de 90 % des 6 700 langues d’ici un siècle, est en accord avec les politiques linguistiques actuelles. Ces dernières détermineront la survie des langues transfrontalières dans la plupart des pays. Il existe quelques outils, tels que la Charte européenne des langues régionales ou minoritaires, qui protègent les langues minoritaires et soutenu par la politique linguistique de l'Union européenne, qui doit faire face à l'impérialisme linguistique des langues internationales.

## Liste des langues transfrontalières
Toutes les langues transfrontalières sur le continent américain.

### Amérique du Nord
- Canada / États-Unis : anglais, français, ojibwé ou chipewyan, seneca, mohawk, malécite-passamaquoddy, blackfoot ou pied-noir, salish et okanagan.
- Canada / Alaska (États-Unis) : upper tanana, hän, inupiatun, tlingit, tsimshian et anglais.
- États-Unis / Russie : aléoute et yupik central.
- États-Unis / Mexique : spanglish, espagnol, kumeyaay, o'odham, créole afro-séminole et kickapoo.

### Amérique centrale
- Mexique / Guatemala : espagnol, kekchi ou q'eqchi', lacandon, ixtatan chuj, jacaltec occidental, mam, tacaneco et tektiteko.
- Mexique / Belize : espagnol et maya yucatèque.
- Belize / Guatemala : espagnol, garifuna et kekchi.
- Haïti / République dominicaine : créole haïtien.
- Île Saint-Martin ou Sint-Maarten : anglais (français, néerlandais et papiamentu à l'occasion)
- Guatemala / Honduras : espagnol, garifuna, pipil et culbuco achi.
- Honduras / El Salvador : espagnol, lenca et pipil.
- Guatemala / El Salvador ou Costa Rica / Nicaragua : espagnol.
- Nicaragua / Honduras : espagnol et miskito.
- Costa Rica / Panama : espagnol, bribri et ngabere.
- Panama / Colombie : espagnol, embera catio, kuna et embera du Nord.

### Amérique du Sud

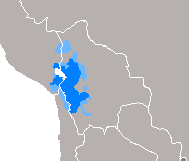
Langue parlée aymara entre le Chili, la Bolivie et le Pérou

- Colombie / Venezuela : espagnol, wayuu, japreria, yukpa, motilon, tunebo central, playero, cuiba, guahibo ou sikuani, puinave, curripaco et piapoco.
- Colombie / Équateur : espagnol, awa pit, cofán, quichua nopan, siona et huitoto.
- Colombie / Pérou : espagnol, witoto murui, inga, resigaro, yagua, ticuna, witoto nipode, witoto minica et bora.
- Venezuela / Guyana : warao, akawaio, pemon et arawak.
- Guyana / Suriname : arawak.
- Surinam / Guyane française : wayana, ndyuka et carib kaliña.
- Brésil / Guyane française : palikur, portugais, emérillon, karipúna et wayampi.
- Brésil / Suriname : portugais et sikiana.
- Brésil / Guyana : portugais, akawaio, patamona, wapishana et macushi.
- Brésil / Venezuela : pemon, ninam, arutani, yanomami et nhengatu.
- Brésil / Colombie : curripaco, cubeo, guanano, tariana, tucano, macuna, waimaha, yuhup, ticuna et huitoto.
- Brésil / Pérou : matses, pisabo, yaminahua, asheninca ucayali yurua, amahuaca, culina, sharahua et cashinahua.
- Brésil / Bolivie : portugais, yaminahua, pakaasnovos, purubora, chamacoco, sakirabia et chiquitano.
- Pérou / Équateur : espagnol, shuar, achuar shiwiar, quichua pastaza, zaparo, quechua napo et secoya.
- Pérou / Chili : espagnol et aymara.
- Pérou / Bolivie : espagnol, aymara central, quechua nord bolivien, ese 'ejja et yaminahua.
- Chili / Bolivie : espagnol, aymara central et quechua sud bolivien.
- Argentine / Chili : espagnol, aymara central, huilliche, mapudungun et quechua Jujuy.
- Bolivie / Argentine : espagnol, wichi lhamtes nocten, quechua jujuy et chorote Iyo'wujwa.
- Argentine / Paraguay : espagnol, guarani paraguayen, wichi lhamtes nocten, chorote Iyo'wujwa, toba, kaiwá et guarani mbya.
- Argentine / Brésil : kaiwa, espagnol, guarani mbya.
- Brésil / Uruguay : guarani mbya, portuñol riverense.
- Argentine / Uruguay : espagnol.
- Brésil / Paraguay : portugais, ava-guarani ou chiripá, kaiwá, guarani paraguayen, chamacoco, toba mascoy, guana et pai tavytera.

### Europe
Pays (provinces) indiqués par langue transfrontalière :
- allemand : Allemagne, Autriche, Belgique, Suisse
- anglais : Royaume-Uni, Irlande, Malte
- basque : Espagne (Pays basque, Navarre), France (Pyrénées-Atlantiques)
- catalan : Andorre, Espagne (Catalogne), France (Pyrénées-Orientales)
- espagnol : Espagne, Gibraltar
- français : Belgique, France, Luxembourg, Monaco, Suisse, Italie (Val d'Aoste)
- gascon : Espagne (Val d'Aran), France (Nouvelle-Aquitaine, Midi-Pyrénées)
- hongrois : Hongrie, Roumanie, Slovaquie, Serbie
- italien : Italie, Suisse, Saint-Marin, Vatican, Croatie (Istrie), Slovénie (Littoral slovène)
- néerlandais : Belgique (Flandre), Pays-Bas
- russe : Russie, Biélorussie